# 창녕 조씨
창녕 조씨(昌寧曺氏)는 경상남도 창녕군을 본관으로 하는 한국의 성씨이다.

## 역사

### 시조
창녕조씨 시조(始祖) 조계룡(曺繼龍)의 득성설화지(得姓說話址)는 경상남도 창녕군 창녕읍 옥천리 화왕산이다. 창녕조씨 일각에서는, 조계룡이 신라(新羅)의 선덕여왕인 김덕만(金德曼)과 결혼했다고 하지만 《화랑세기(花郞世記)》에 김덕만의 남편은 음갈문왕(飮葛文王), 김용춘(金龍春), 을제(乙祭)라고 기록되어 있고, 《삼국유사(三國遺事)》에는 갈문왕(葛文王)인 음(飮)이 선덕여왕의 남편이라고 기록되어 있으며, 《동경잡기(東京雜記)》에는 김덕만은 김인평(金仁平)과 결혼했다는 기록이 있다.

#### 설화
1924년 윤창현이 저술한 《조선씨족통보》(朝鮮氏族統譜)에 조계룡의 아버지는 옥결이고 어머니는 예향이라는 것은 설화다.
예향은 창녕현 고암촌(鼓岩村) 태생으로 그녀가 자라서 혼기에 이르렀을 때 우연히 복중에 병이 생겨 화왕산 용지에 가서 목욕재계하고 기도를 올리니 신기하게 병이 완쾌되었고 몸에는 태기가 있었다. 어느날 밤 꿈에 한 남자가 나타나 “이 아이의 아버지는 동해신룡(東海神龍)의 아들 옥결(玉訣)이다. 잘 기르면 자라서 경상이 될 것이며 자손만대 번영이 있을 것이다.”라고 말하고 사라졌다. 그 후 달이 차서 626년(진평왕 48년)에 아들이 태어나니 용모가 준수하고 겨드랑이 밑에 조(曺)자가 붉게 씌여져 있었다. 왕이 이 소문을 듣고 직접 불러 확인해 보니 조(曺)자가 선명하므로 성을 조(曺)라 하고 이름을 계룡(繼龍)이라 하도록 하니 창녕 조씨의 시조이다.

### 중시조 이후
중시조(中始祖)는 조겸(曺謙)이다. 신라 아간시중(阿干侍中) 조흠(曺欽)의 아들인 조겸은 태악서승(太樂署丞)이라는 벼슬을 지냈다고 한다.
《창녕조씨 만가보(昌寧曺氏萬家譜)》에 의하면, 조겸의 손자 조연우(曺延祐)로부터 15세 조자기(曺自奇)에 이르기까지 8대에 걸쳐 문하시랑평장사를 배출하였다고 한다.
고려 말기 조민수(曺敏修)가 문하시중을 지내고 창성부원군(昌城府院君)에 봉해졌다. 조민수의 아우 조경수(曺敬修)의 손자인 조석문(曺錫文)은 영의정에 올랐다. 조석문의 조카 조위(曺偉)는 성종 때 성리학의 대가로 서예에도 뛰어나고 문집 《매계집(梅溪集)》을 남겼다. 조위의 서제(庶弟) 조신(曺伸)은 역관(譯官) 출신으로 사역원정(司譯院正)등을 역임했으며 시에도 뛰어났다., 조위의 현손 조효창(曺孝昌)은 문과에 장원 급제하였고 숙종 때 시 서·화의 삼절(三絶)로 불렸다.
조선 중기의 석학인 조식(曺植)이 《남명집(南冥集)》 《파한잡기(破閑雜記)》 등을 저술하였고, 그의 문하에서는 김효원(金孝元)·정인홍(鄭仁弘)·정탁(鄭琢)·최영경(崔永慶)·곽재우(郭再祐) 등 학자들이 배출되었다. 조선시대에는 110명의 문과 급제자를 배출하였다.
한편, 다른 파계(派系)인 조상치(曺尙治)의 후손에서는 중종 때 우참찬을 지낸 조계상(曺繼商), 인조 때 강원도관찰사를 지낸 조문수(曺文秀), 현종 때 예조참판을 역임한 조한영(曺漢英), 영조 때 대사간을 지낸 조하망(曺夏望), 영조 때 이조참판·예문관제학을 지낸 조명교(曺命敎), 초서와 예서에 뛰어났으며 서예에도 일가를 이루었던 조윤형(曺允亨) 등이 있다. 그밖에 연산군 때 대사헌을 지내고 주역(周易)에 조예가 깊었던 조숙기(曺淑沂), 중종 때의 무신으로 왜구와 야인 토벌에 공을 세워 병조판서·우찬성 등을 역임한 조윤손(曺潤孫), 중종반정 공신 조계형(曺繼衡), 시·서예·음악에 뛰어났던 조우인(曺友仁), 모든 분야에 능통한 다재다능의 대명사 조승현(曺昇鉉)등 이 있다.

조계룡으로부터 쭉 나아가.... 季輝 밑으로해서 精通이라는 사람이 시중을 지냈었는데 아들 5명을 낳았다. 이들을 五龍派라 한다. 五龍에는 첫째아들(慶경龍룡), 둘째아들(應응龍룡), 셋째아들(漢한龍룡), 넷째아들(變변龍룡), 다섯째아들(見견龍룡) 이렇게 5명의 아들이 있었다. 첫째,넷째,다섯째 아들은 자식이 없고 둘째아들 應龍(응룡)과 셋째아들 漢龍(한룡), 두 아들로 해서 창녕조씨가 이어져 오고 있다. 季輝의 형제 楊輝가 있는데 楊輝 또한 자식이 없다. 창녕조씨는 조계룡으로 해서 쭉 나아가 季輝......精通과 정통의 아들 응룡과 한룡의 뿌리로 해서 이어져 오고 있는 것이다.

## 분파
- 부제학공파(副提學公派)
- 감사공파(監司公派)
- 상호군공파(上護軍公派)
- 사의공파(司議公派)
- 낭장공파(郎將公派)
- 대사헌공파(大司憲公派)
- 대호군공파(大護軍公派)
- 문익공파(文翊公派)
- 문장공파(文莊公派)
- 문정공파(文貞公派)
- 문간공파(文簡公派)
- 충정공파(忠貞公派)
- 밀직사공파(密直使公派)
- 병조참의공파(兵曹參議公派)
- 부사직공파(副司直公派)
- 사성공파(司成公派)
- 사정공파(司正公派)
- 사직공파(司直公派)
- 수찬공파(修撰公派)
- 시랑공파(侍郞公派)
- 시중공파(侍中公派)
- 양평공파(襄平公派)
- 장양공파(壯襄公派)
- 좌시중공파(左侍中公派)
- 중추공파(中樞公派)
- 지중추공파(知中樞公派)
- 진사공파(進士公派)
- 청구당공파(靑邱堂公派)
- 충간공파(忠簡公派)
- 충순위공파(忠順衛公派)
- 태복경공파(太僕卿公派)
- 부위공파(副尉公派)
- 태학사공파(太學士公派)
- 현감공파(縣監公派)
- 헌납공파(獻納公派)
- 시직공파(侍直公派)
- 승지공파(承旨公派)
- 지평공파(持平公派)
- 직장공파(直長公派)
- 희천공파(熙川公派)
- 참의공파(參議公派)
- 부사공파(府使公派)
- 병사공파(兵使公派)
- 찬성공파(贊成公派)
- 충익공파(忠翼公派)
- 판윤공파(判尹公派)
- 해공파
- 상서공파

## 인물
- 조익청(曺益淸) : 고려 공민왕 때 연저수종공신(燕邸隨從功臣) 1등에 책록되었고, 좌정승에 올라 하성부원군(夏城府院君)에 봉해졌다. 시호는 양평(襄平).
- 조민수(曺敏修) : 1383년 문하시중(門下侍中)을 역임하고, 창성부원군(昌城府院君)에 봉해졌다. 1388년 요동정벌군의 좌군도통사(左軍都統使)로 출정하였다가 이성계와 함께 위화도에서 회군하였으나 이성계에 대항하다가 유배되었다.
- 조상치(曺尙治) : 길재(吉再)의 문인으로 1419년(세종 1) 증광문과에 을과로 급제하여 1455년(단종 3) 부제학을 역임하고, 세조가 왕위를 찬탈한 뒤 예조참판에 임명하였으나 사직하고 은거하였다. 시호는 충정(忠貞).
- 조비형(曺備衡, 1376년 ~ 1440년) : 1402년(태종 2) 무과에 급제하여 중군도총제(中軍都摠制), 평안도절제사 등을 거쳐 공조판서에 이르렀다. 시호는 안무(安武).
- 조석문(曺錫文, 1413년 ~ 1477년) : 1434년(세종 16) 알성문과에 급제하여 호조판서 등을 역임하였고, 1467년 이시애의 반란이 토평한 공으로 적개공신(敵愾功臣) 1등에 책록되고 영의정에 올랐으며, 창녕부원군(昌寧府院君)에 봉해졌다. 시호는 충간(忠簡).
- 조효문(曺孝門) : 1444년(세종 26) 식년문과에 병과로 급제하고, 1455년(세조 1) 세조의 즉위에 협력한 공으로써 좌익공신(佐翼功臣) 3등에 책록되었으며 창성군(昌城君)에 봉해졌다. 1461년 예조참판으로 악학도감제조(樂學都監提調)를 겸직하였다. 시호는 성도(成度).
- 조숙기(曺淑沂, 1434년 ~ 1509년) : 1475년(성종 6) 식년 문과에 병과로 급제하였고, 1507년(중종 2) 지중추부사(知中樞府事) 재직 중 탄핵을 받고 파직되었다.
- 조위(曺偉, 1454년 ~ 1503년) : 1474년 식년 문과에 급제하여 도승지, 성균관대사성, 호조참판, 충청도관찰사, 동지중추부사 등을 역임하였으나, 1498년(연산군 4)에 무오사화가 일어나자 김종직의 시고(詩稿)를 수찬한 장본인이라 하여 유배되었다. 두시언해(杜詩諺解)를 완성하고 서문을 지었고 순천 유배지에서 유배가사의 효시인 만분가(萬憤歌)를 지었다.시호는 문장(文莊). 매계집(梅溪集)이 있다.
- 조신(曺伸, 1454년 - 1528년) : 역관으로 외국에 10차례나 다녀왔고 내시교관,사역원정(司譯院正) 등을 역임했으며 공조판서가 증직되고 시호는 효강(孝康)이다. 시에도 뛰어났으며 저서로 이륜행실도(二倫行實圖),소문쇄록(謏聞鎻錄),백년록(百年錄),적암유고(適庵遺稿)가 있다.
- 조계상(曺繼商, 1466년 ~ 1543년) : 조상치의 증손. 1495년(연산군 1) 증광문과에 병과로 급제하였고, 중종반정에 가담하여 정국공신(靖國功臣) 2등에 책록되고 창녕군(昌寧君)에 봉해졌다. 1539년 우찬성에 이르렀다. 시호는 충정(忠貞).
- 조광원(曺光遠, 1492년 ~ 1573년) : 조계상의 아들. 1528년 별시문과에 병과로 급제하여 1561년 판중추부사에 이르렀고, 창녕군(昌寧君)에 습봉되었다. 시호는 충경(忠景)이다.
- 조계형(曺繼衡) : 호조참판, 좌부승지
- 조식(曺植, 1501년 ~ 1572년) : 성리학자, 종성부사
- 조탁(曺倬) : 공조참판
- 조광익(曺光益) : 형조좌랑, 의금부도사
- 조호익(曺好益) : 형조정랑, 정주목사
- 조상(曺塽, 1876년 ~ 1945년) : 성리학자
- 조봉암(曺奉岩, 1899년 ~ 1959년) : 초대 농림부 장관. 제2대 국회 부의장
- 조재천(曺在千, 1912년 ~ 1970년) : 제11대 법무부 장관
- 조일환(曺逸煥, 1916년 ~ 1980년) : 제 4, 5, 7, 8대 국회의원
- 조해녕(曺海寧, 1943년 ~ ) : 제63대 내무부 장관, 제13대 대구광역시장
- 조경수(1948년 ~ ) : 가수, 작사가, 작곡가 조승우父
- 조훈현(曺薰鉉. 1953년 ~ ) : 프로 바둑 기사 출신 정치인
- 조희연(曺喜昖, 1956년 ~ ) : 사회학자, 제20대 서울특별시교육감
- 조희대(曺喜大, 1957년 ~ ) : 前 대법관 (2014. 3. ~ 2020. 3.), 제17대 대법원 대법원장(2023.12~ )
- 조해진(曺海珍, 1963년 ~ ) :  제 18, 19, 21대 국회의원
- 조국(曺國, 1965년 ~ ) : 법학자, 교수, 제66대 법무부 장관

## 집성촌
- 전라남도 곡성군 입면 금산리, 약천리 : 부제학공파
- 경상북도 고령군 다산면 송곡리 : 태복경공파
- 경상북도 김천시 남면
- 경상북도 김천시 봉산면 인의리, 신리, 예지리(봉계).
- 경상북도 김천시 대항면  운수리
- 경상북도 청도군 이서면
- 경상북도 영천시 금호읍
- 경상북도 영천시 화북면 오산리
- 경상북도 울릉군 울릉읍
- 경상남도 남해군 고현면 남치리
- 경상남도 창녕군 고암면 원촌리
- 경상남도 창녕군 대합면 이방리
- 경상남도 산청군 시천면
- 경상남도 산청군 삼장면
- 경상남도 합천군 묘산면 도옥리, 안성리, 봉곡리 : 태복경공파
- 경상남도 합천군 봉산면 압곡리, 김봉리 : 태복경공파
- 경상남도 합천군 쌍책면 덕봉리 :부사직공파
- 경상남도 의령군 화정면 상정리
- 경상남도 창원시 가음동
- 전북특별자치도 부안군 계화면 창북리
- 전북특별자치도 고창군 공음면 용수리
- 전라남도 진도군 고군면 오산리
- 전라남도 화순군 백아면, 동면
- 전라남도 담양군 고서면 교산리, 금현리, 동운리, 분향리, 성월리
- 전라남도 담양군 용면 추성리
- 전라남도 보성군 조성면 대곡리
- 전라남도 보성군 겸백면 평호리 평화
- 전라남도 보성군 겸백면 석호리 선돌
- 충청북도 진천군 덕산읍 기전리
- 충청북도 옥천군 옥천읍
- 충청남도 보령시 주포면 봉당리
- 서울특별시 중구 명동
- 서울특별시 서초구 염곡동
- 대구광역시 중구
- 강원특별자치도 강릉시 난곡동
- 경기도 파주시 탄현면 금산리
- 경기도 파주시 파주읍 연풍리
- 경기도 여주시 대신면
- 충청남도 부여군 내산면 지티리
- 평안남도 강서군 반석면 반일리

## 항렬자
- 대동항렬 (중시조 조겸(曺謙)의 13세손 갱시조(更始祖) 삼송 형제 조송무(曺松茂), 조송군(曺松君), 조송학(曺松鶴)으로 1세)

| 22세     | 23세   | 24세     | 25세                 | 26세                       | 27세                 | 28세                       | 29세                 | 30세                       | 31세                 | 32세                       | 33세                 | 34세                       | 35세                 | 36세                       | 37세                 | 38세                       | 39세                 | 40세                       | 41세                 | 42세                       | 43세                 | 44세                       |
| -------- | ------ | -------- | -------------------- | -------------------------- | -------------------- | -------------------------- | -------------------- | -------------------------- | -------------------- | -------------------------- | -------------------- | -------------------------- | -------------------- | -------------------------- | -------------------- | -------------------------- | -------------------- | -------------------------- | -------------------- | -------------------------- | -------------------- | -------------------------- |
| 口승(承) | 병(秉) | 口환(煥) | 규(圭) 희(喜) 기(基) | 口현(鉉) 口호(鎬) 口종(鐘) | 영(永) 해(海) 수(洙) | 口근(根) 口식(植) 口목(穆) | 용(容) 형(炯) 연(然) | 口재(載) 口곤(坤) 口훈(塤) | 일(鎰) 건(鍵) 용(鏞) | 口태(泰) 口순(淳) 口연(淵) | 동(東) 상(相) 영(榮) | 口섭(燮) 口열(烈) 口걸(杰) | 균(均) 중(重) 원(垣) | 口용(鎔) 口진(鎭) 口석(錫) | 윤(潤) 준(準) 문(汶) | 口직(稷) 口백(栢) 口표(杓) | 희(熙) 영(煐) 형(螢) | 口육(堉) 口돈(墩) 口배(培) | 전(鐫) 전(銓) 찬(鑽) | 口호(浩) 口하(河) 口락(洛) | 화(和) 정(楨) 환(桓) | 口훈(勳) 口묵(黙) 口우(愚) |

## 인구
- 1985년 72,213가구 299,669명
- 2000년 105,282가구 338,222명
- 2015년 366,798명